# Albrecht Thaer
Albrecht Daniel Thaer (født 14. maj 1752 i Celle i Hannover, død 26. oktober 1828) var en tysk landøkonom.
Oprindelig læge i Celle ledtes han af sin kærlighed til blomster og havebrug ind på landvæsenet, og allerede 1774 skrev han sin, senere på dansk oversatte Einleitung zur Kenntniss der englischen Landwirtschaft. 1798—1804 udgav han Annalen der niedersächsischen Landwirtschaft. I 1806 oprettede han Tysklands første egentlige landbrugsskole i Möglin (nedlagt 1861), der blev søgt af landmænd fra hele Europa. Her skrev han blandt andet Annalen des Ackerbaus og sit, 4 bind store, hovedværk Grundsätze der rationellen Landwirtschaft (1804—12), der er oversat på de fleste europæiske sprog, på dansk af J.C. Drewsen 1816—19. Thaer udnævntes til statsråd 1807, fra 1810—18 var han professor i landbrug ved Berlins Universitet og fra 1815 generalintendant over de kongelige stamfårehold. I 19. århundredes første halvdel har få landøkonomer haft den betydning som han.